# Johan Cruijff Arena
Johan Cruijff ArenA je stadion u glavnom nizozemskom gradu Amsterdamu. Stadion je građen od 1994. do 1996. godine, a cijena izgradnje je bila 140 milijuna €; stadion je službeno otvoren 14. kolovoza 1996. godine. Stadion se koristi za nogomet, američki nogomet, koncerte, i ostalo. Arena ima krov na uvlačenje, a teren od travnate površine. Sjedeći kapacitet joj je 54.990 za sportske događaje, a za koncerte ima kapacitet od 68 tisuća, 50 tisuća ili 35 tisuća, ovisno o položaju pozornice.
Arena se najviše koristi za potrebe nogometnog kluba AFC Ajax. Do 2007. godine, koristio ga je sada bivši klub američkog nogometa Amsterdam Admirals. Uz to, Johan Cruijff ArenA je bila jedan od stadiona na Europskom nogometnom prvenstvu 2000. u Belgiji i Nizozemskoj. Mnogi nizozemski, ali i svjetski glazbenici su imali koncerte na Areni, poput André Hazesa, The Rolling Stonesa, U2-a i ostalih.

## Poznate utakmice

### Nogomet
- Utakmica otvorenja stadiona, između Ajaxa i AC Milana (0:3).
- Finale UEFA Lige prvaka 1998., između Real Madrida i Juventusa (1:0).
- Europsko prvenstvo u nogometu – Belgija i Nizozemska 2000.

### Američki nogomet
- Stadion je ugošćavao utakmice američkog nogometa, kao domaći stadion kluba Amsterdam Admirals iz NFL-a Europa, sve do kraja tog natjecanja u lipnju 2007.[1] Na stadionu su odigrali više od 50 utakmica u razdoblju od 1997. do 2007.[2] World Bowl IX je 2001. godine igran u Areni, kad je klub Berlin Thunder osvojio natjecanje.

## Glazbeni događaji
Tina Turner je prva koja je u Areni održala koncert tijekom njene turneje "Wildest Dreams" u rujnu 1996., gdje je nazočilo više od 150.000 ljudi.  Michael Jackson je čak pet dana u Areni nastupao za vrijeme HIStory World Toura 1996. i 1997. godine, s više od 250.000 gledatelja na koncertima.
Iako je bilo pritužbi na lošu akustičnost arene, koncerete na njos u održali mnogi svjetski glazbenici, kao Tina Turner,  Madonna, Michael Jackson, Janet Jackson, Céline Dion, George Michael, David Bowie, Bon Jovi, Eminem, Robbie Williams, Andre Hazes, Red Hot Chili Peppers, Justin Timberlake, The Rolling Stones, Genesis, Backstreet Boys, U2, AC/DC, Metallica, The Police i ostali. 
Uz to, svake se godine na stadionu održava plesni spektakl zvan "Sensation".

## Vanjske poveznice
- Službena stranica
- AFC Ajax: Muzej
- Vodič kroz stadion

| Prethodnik:            | Domaćin finala UEFA Lige prvaka 1998. | Nasljednik: |
| Olympiastadion München | Domaćin finala UEFA Lige prvaka 1998. | Camp Nou    |